# Élections sénatoriales de 1989 dans le Cantal
Les élections sénatoriales dans le Cantal ont lieu le dimanche 24 septembre 1989. 
Elles ont pour but d'élire les sénateurs représentant le département au Sénat pour un mandat de neuf ans.

## Contexte départemental
Lors des élections sénatoriales du 28 septembre 1980 dans le Cantal, un sénateur UDF et un sénateur RPR sont élus, Paul Malassagne et Paul Robert.
Depuis, tous les effectifs du collège électoral des grands électeurs sont renouvelés, avec les élections législatives de 1988 dans le Cantal, les élections régionales françaises de 1986, les élections cantonales de 1985 et 1988 et les élections municipales françaises de 1989.

## Rappel des résultats de 1980
| Candidat et parti politique | Candidat et parti politique | Candidat et parti politique | Premier tour | Premier tour |
| Candidat et parti politique | Candidat et parti politique | Candidat et parti politique | Voix         | %            |
| --------------------------- | --------------------------- | --------------------------- | ------------ | ------------ |
|                             | Paul Robert                 | UDF                         | '            | '            |
|                             | Paul Malassagne             | RPR                         | '            | '            |
|                             |                             |                             |              |              |
| Inscrits                    | Inscrits                    | Inscrits                    |              | 100,00       |
| Abstentions                 |                             |                             |              |              |
| Votants                     |                             |                             |              |              |
| Blancs et nuls              |                             |                             |              |              |
| Exprimés                    |                             |                             |              |              |

## Sénateurs sortants
| Sénateur | Sénateur        | Parti | Fonctions lors de l'élection en 1980          |
| -------- | --------------- | ----- | --------------------------------------------- |
|          | Paul Robert     | UDF   | Conseiller général, maire de Cros-de-Montvert |
|          | Paul Malassagne | RPR   | Conseiller général, maire de Massiac          |

## Candidats
Dans le Cantal, les sénateurs sont élus au scrutin majoritaire à deux tours. 
| Candidats | Candidats        | Parti | Principale fonction                                                      |
| --------- | ---------------- | ----- | ------------------------------------------------------------------------ |
|           | Jean Cipière     | PCF   | Maire de Leynhac                                                         |
|           | Jacques Frescal  | PCF   | Maire de Saint-Jacques-des-Blats                                         |
|           | Yves Debord      | PS    | Conseiller municipal                                                     |
|           | Joseph Boudou    | PS    | Maire de Coltines                                                        |
|           | Roger Besse      | RPR   | Président du Conseil général du Cantal, conseiller général, maire d'Ydes |
|           | Roger Rigaudière | RPR   | Conseiller régional, conseiller général, maire de Saint-Chamant          |
|           | Jacques Albisson | DVD   | Conseiller général, conseiller municipal                                 |
|           | Fernand Froger   | DVD   | Maire d'Ytrac                                                            |
|           | Lucien Peyronnet | DVD   | Maire de Saint-Vincent-de-Salers                                         |

## Résultats
Les nouveaux représentants sont élus pour une législature de 9 ans au suffrage universel indirect par les 536 grands électeurs du département.
| Candidat et parti politique | Candidat et parti politique | Candidat et parti politique | Premier tour | Premier tour | Second tour | Second tour |
| Candidat et parti politique | Candidat et parti politique | Candidat et parti politique | Voix         | %            | Voix        | %           |
| --------------------------- | --------------------------- | --------------------------- | ------------ | ------------ | ----------- | ----------- |
|                             | Roger Besse                 | RPR                         | 301          | 56,90        |             |             |
|                             | Roger Rigaudière            | RPR                         | 263          | 49,72        | 307         | 58,14       |
|                             | Yves Debord                 | PS                          | 193          | 36,48        | 220         | 41,67       |
|                             | Joseph Boudou               | PS                          | 154          | 29,11        |             |             |
|                             | Jacques Albisson            | DVD                         | 47           | 8,88         |             |             |
|                             | Fernand Froger              | DVD                         | 40           | 7,56         |             |             |
|                             | Lucien Peyronnet            | DVD                         | 25           | 4,73         |             |             |
|                             | Jean Cipière                | PCF                         | 13           | 2,46         | 1           | 0,19        |
|                             | Jacques Frescal             | PCF                         | 8            | 1,51         |             |             |
|                             |                             |                             |              |              |             |             |
| Inscrits                    | Inscrits                    | Inscrits                    | 536          | 100,00       | 536         | 100,00      |
| Abstentions                 | Abstentions                 | Abstentions                 | 4            | 0,75         | 3           | 0,56        |
| Votants                     | Votants                     | Votants                     | 532          | 99,25        | 533         | 99,44       |
| Blancs et nuls              | Blancs et nuls              | Blancs et nuls              | 3            | 0,56         | 5           | 0,94        |
| Exprimés                    | Exprimés                    | Exprimés                    | 529          | 99,44        | 528         | 99,06       |